# Graciella nigromarginata
Graciella nigromarginata là một loài bọ cánh cứng trong họ Cerambycidae.